# 神戶市電

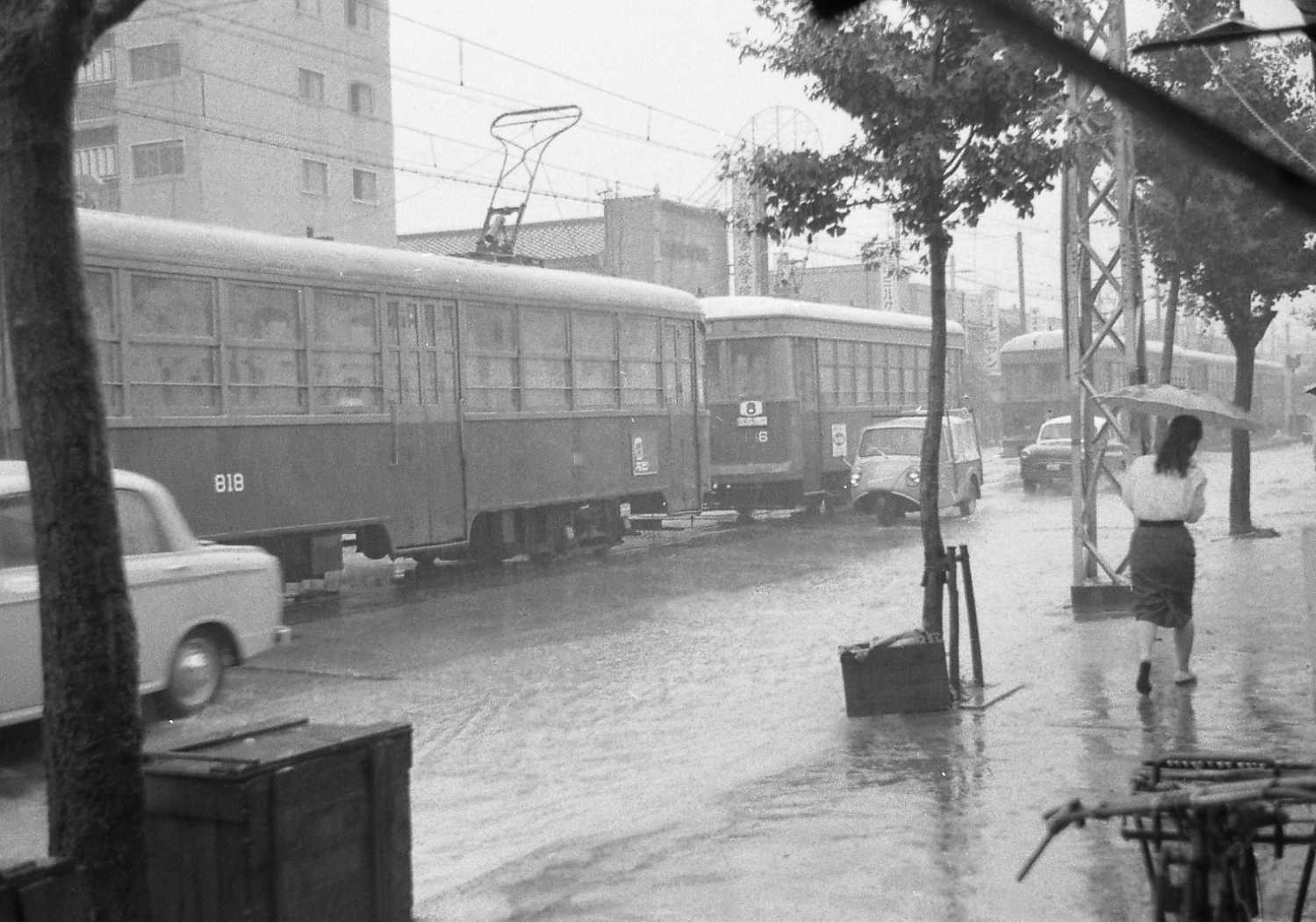
攝於1961年的神戶市電

神戶市電（日语：／ Kōbe shiden */?）是日本神戶市一座已廢止的有軌電車（市電）系統，由神戶市交通局所運營。神戶市電於1910年開始運行，1917年改為私營。全盛期路線長35.6km。1971年，由於乘客減少，神戶市電被廢除。神戶市電雖然是六大都市中開業最晚的，但在導入先進技術方面十分積極。